# Diocese de Cuernavaca
A Diocese de Cuernavaca (em latim: Dioecesis Cuernavacensis) é uma diocese da Igreja Católica localizada no município de Cuernavaca, no estado de Morelos, pertencente a Arquidiocese de Toluca no México. Foi fundada em 23 de junho de 1891 pelo Papa Leão XIII. Com uma população católica de 1.411.000 habitantes, sendo 71,0% da população total, possui 116 paróquias com dados de 2021.

## História
Em 23 de junho de 1891 o Papa Leão XIII cria a Diocese de Cuernavaca através do território da Arquidiocese da Cidade do México. Em 2019 a Diocese de Cuernavaca tem sua província eclesiástica alterada, passando da Cidade do México para Toluca.

## Lista de bispos
A seguir uma lista de bispos desde a criação da diocese em 1891.
|        | Nome                             | Período      | Notas                                    |
| Bispos | Bispos                           | Bispos       | Bispos                                   |
| ------ | -------------------------------- | ------------ | ---------------------------------------- |
| 12º    | Ramón Castro Castro              | 2012 - atual |                                          |
| 11º    | Alfonso Cortés Contreras         | 2009 - 2012  | Nomeado arcebispo de León                |
| 10º    | Florêncio Olvera Ochoa           | 2002 - 2009  |                                          |
| 9º     | Luis Reynoso Cervantes           | 1987 - 2000  | Faleceu no cargo                         |
| 8º     | Juan Jesús Posadas Ocampo        | 1982 - 1987  | Nomeado arcebispo de Guadalajara         |
| 7º     | Sergio Méndez Arceo              | 1952 - 1982  |                                          |
| 6º     | Alfonso Espino y Silva           | 1947 - 1951  | Nomeado arcebispo coadjutor de Monterrey |
| 5º     | Francisco María González y Arias | 1931 - 1946  | Faleceu no cargo                         |
| 4º     | Francisco Uranga e Sáenz         | 1922 - 1930  | Faleceu no cargo                         |
| 3º     | Manuel Fulcheri y Pietrasanta    | 1912 – 1922  | Nomeado bispo de Zamora                  |
| 2º     | Francisco Plancarte y Navarrete  | 1898 - 1911  | Nomeado arcebispo de Linares             |
| 1º     | Fortino Hipólito Vera y Talonia  | 1894 - 1898  | Faleceu no cargo                         |